# エスタディオ・チャルーア
エスタディオ・チャルーア（西: Estadio Charrúa）はウルグアイのモンテビデオにあるラグビーおよびサッカー専用球技場。

## 概要
ラグビーウルグアイ代表およびサッカーウルグアイ女子代表のメインスタジアム。
スタジアム名は、かつてこの地域に居住していた先住民のチャルーア族に由来する。

## ラグビー
ウルグアイにおけるラグビーのメインスタジアムで、ラグビーウルグアイ代表や、スーペル・ラグビー・アメリカス（SRA）にウルグアイチームとして参戦するペニャロール・ラグビーのホームスタジアムである。
国内リーグのカンペオナート・ウルグアージョでは、例年レギュラーシーズン後に行われるプレーオフの準決勝や決勝がエスタディオ・チャルーアで実施される。

## サッカー
サッカーウルグアイ女子代表のホームスタジアムである。2018年に開催されたU-17女子ワールドカップのメイン会場として、準決勝以降の試合はすべてエスタディオ・チャルーアで実施された。2022年には、U-17スダメリカーノ・フェメニーノの会場に選ばれた。コパ・リベルタドーレス・フェメニーナの試合が行われることもある。
2020年からは、男子サッカークラブのモンテビデオ・シティ・トルケも本拠地として使用している。